# Sarah Winckless
Sarah Catherine Winckless (* 18. Oktober 1973 in Reading) ist eine ehemalige britische Ruderin. Sie gewann zwei Weltmeistertitel und eine olympische Bronzemedaille.

## Karriere
Die 1,90 m große Sarah Winckless nahm erst im Alter von 24 Jahren erstmals an Ruder-Weltmeisterschaften teil, als sie 1998 in Köln mit dem britischen Achter den achten Platz belegte. 1999 wechselte sie in den Doppelvierer, mit dem sie bei den Weltmeisterschaften den siebten Platz erreichte. 2000 gewann sie in Wien mit dem britischen Doppelvierer in der Besetzung Guinn Batten, Sarah Winckless, Katherine Grainger und Miriam Batten erstmals eine Regatta im Ruder-Weltcup. Bei den Olympischen Spielen 2000 in Sydney startete sie mit Frances Houghton im Doppelzweier, die Britinnen belegten den neunten Platz.
2002 kehrte sie in den Doppelvierer zurück und erreichte den fünften Platz bei den Weltmeisterschaften, 2003 verbesserte sich der britische Doppelvierer bei den Weltmeisterschaften in Mailand auf den vierten Platz. 2004 wechselten Elise Laverick und Sarah Winckless aus dem Doppelvierer in den Doppelzweier. Bei den Olympischen Spielen 2004 in Athen gewannen die beiden die Bronzemedaille hinter den Booten aus Neuseeland und aus Deutschland.
2005 wechselte Winckless zurück in den Doppelvierer. Zusammen mit Rebecca Romero, Frances Houghton und Katherine Grainger gewann sie den Titel bei den Weltmeisterschaften in Gifu. Ein Jahr später mit Debbie Flood für Romero verteidigten die Britinnen ihren Titel bei den Weltmeisterschaften vor heimischem Publikum in Eton. Nach einem Jahr Pause kehrte Sarah Winckless noch einmal zurück auf die internationalen Regattastrecken. Im Weltcup trat sie im Doppelzweier, im Einer und im Achter an. Bei den Olympischen Spielen 2008 in Peking erreichte sie den fünften Platz im Achter.